# Harry Hibbs
Pour les articles homonymes, voir Hibbs.
Henry Edward Hibbs, plus connu sous le nom de Harry Hibbs (27 mai 1906 à Wilnecote Staffordshire – 23 avril 1984 Welwyn Garden City), était le gardien de but de l'Équipe d'Angleterre lors des années 1930. 

Il compte 25 sélections entre 1929 et 1936.
Hibbs a joué 389 matches pour le club de Birmingham City.